# 羽田彦四郎

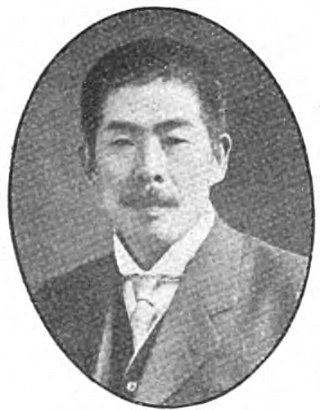
羽田彦四郎

羽田 彦四郎（はだ ひこしろう、明治2年7月4日（1869年8月11日） - 昭和21年（1946年）7月16日）は、日本の衆議院議員（憲政会→立憲民政党）。弁護士。実業家。

## 経歴
臼杵藩士羽田角弥の二男として臼杵城下に生まれる。1892年（明治25年）、東京法学院（現在の中央大学）を卒業し、弁護士試験に合格した。弁護士として活動し、東京弁護士会副会長に選ばれた。また実業家としても中央鉄道（のち武州鉄道）社長、米田鉱業株式会社社長、日本紙工株式会社取締役、日英石鹸株式会社監査役などを務めた。
1926年（大正15年）、衆議院議員に補欠当選を果たした。